# Кирпичников Олександр Іванович
Олександр Іванович Кирпи́чников (1845—1903) — російський історик літератури та релігії, філолог, краєзнавець, культуролог 1845–1903. Член-кореспондент Академії наук (1894).

## Життєпис
Народився 18 серпня 1845 у Мценську Орловської губернії у родині купця.
У 1860-х отримав середню освіту у 1-й Московській гімназії, вищу — на історико-філологічному факультеті Московського університету. Найбільший вплив на формування поглядів історика мав видатний історик літератури Ф. І. Буслаєв. У подальші роки великий вплив на погляди науковця мав видатний історик мистецтва Н. П. Кондаков.
У другій половині 1860-х — на початку 1870-х розпочав педагогічну кар'єру як викладач гімназій у Москві, видав низку довідкових та навчальних філологічних видань. У 1871–1873 працював в архівах, бібліотеках та музеях Західної Європи. У 1873 захистив магістерську дисертацію у Московському університеті, а у 1879 — докторську у Санкт-Петербурзькому університеті.
Протягом 1879–1885 р. викладав на посаді екстраординарного професора у Харківському університеті. Був головним ініціатором заснування Історико-філологічного товариства при Харківському університеті. У 1886–1898 викладав на посаді ординарного професора кафедри історії західноєвропейських літератур Імператорського Новоросійського університету (сьогодні — Одеський національний університет імені І. І. Мечникова). В Одесі історик найбільш активно діяв у Слов'янському благочинному товаристві Кирила та Мефодія та Історико-філологічному товаристві при Імператорського Новоросійському університеті (сьогодні — Одеський національний університет імені І. І. Мечникова).
У 1894 був обраний членом-кореспондентом Російської Акакдемії наук по відділенню російської мови та словесності. У 1899–1903 викладав у Московському університеті. Виконував обов'язки декана історико-філологічного факультету.
Педагогічні здібності О. Кирпичникова отримали виключно одностайну високу оцінку з боку сучасників. Всі, хто слухав лекції професора у трьох університетах, або відвідував його семінари, відзначали, що він мав талант примушувати слухачів аналізувати. Йому вдалося виховати цілу плеяду учнів, які стали професорами у різних університетах: С. Соловйова, Л. Шепелевича, Є. Рєдіна, М. Сумцова, М. Попруженка, О. Деревицького. Приділяв велику увагу теоретичним аспектам педагогіки, висловивши своє кредо у численних статтях та брошурах. Брав активну участь у науковому русі, у роботі низки Археологічних з'їздів. В Одесі розвинув громадську активність як лектор у народній аудиторії на Слобідці-Романівці. Народна аудиторія чи, як її пізніше називали, народний університет, була заснована Одеським Слов'янським благочинним товариством Кирила та Мефодія. Його лекції були присвячені видатним постатям світової літератури — В. Гюго, Ж. Занд, Г. Гейне та ін.
Помер 30 квітня 1903 у Москві.

## Науковий доробок
Творча спадщина нараховує приблизно 200 праць, серед яких особливо помітними є фундаментальні курси з історії літератури. Наукові інтереси були дуже різноманітними, але вони здебільшого (за винятком педагогічних та етнографічних проблем) обертались навколо вивчення минулого чи то літератури, чи мистецтва, чи релігійних уявлень. Дослідження здебільшого були присвячені історії Русі та Візантії. Історію він вважав «нашою спільною вчителькою, адже вивчення минулого є єдиний засіб вгадати майбутнє, скерувати його до блага Батьківщини та людства». Водночас, він вважав, що історія має досліджувати не лише героїчні діяння, а всі процеси. Він наголошував на необхідності міждисциплінарних досліджень. У відповідності з цим широким поглядом, він вважав, що історик літератури є фактично істориком культури. Він цікавився археологічними дослідженнями, які надавали йому важливий матеріал для вивчення історії мистецтва Русі та Візантії. Для дослідження питання про скоморохів на Русі він використав фрески Софії Київської. У дослідженнях в галузі історії літератури успішно використовував історико-порівняльний підхід. З одного боку, цей підхід полягав у зіставленні літературних явищ Східної та Західної Європи, з другого — порівняння даних мистецтвознавчих, книгознавчих (книжкові мініатюри), археологічних та релігієзнавчих досліджень. Висунув низку оригінальних інтерпретацій історико-літературного та загалом культурного процесу. Зокрема, він дослідив ґенезу та еволюцію в літературі та побуті низки християнських легенд (Георгія Хороброго, Богородицю, тощо), встановив достовірність свідчень про слов'янських язичницьких богів, ґенезу та розвиток скоморохів (вважав їх виключно наслідком візантійського впливу). У популярному нарисі з історії книги вдалося розкрити основні етапи та специфіку поширення книги в Європі. У низці нарисів проявив себе як історик науки, зокрема славістики та літературознавства. Під час перебування в Одесі він опублікував низку ґрунтовних краєзнавчих нарисів. Зокрема, він вперше узагальнив основні етапи розвитку духовної культури Одеси у XIX ст.

## Праці
- Очерк истории книги. — СПБ., 1888;
- Очерк истории Херсонеса и его участие в крещении Руси // Исторический вестник. — 1888. — Т. 9;
- Одесса и Пушкин // Исторический вестник. — 1889. — июнь;
- К вопросу о древнерусских скоморохах. — СПБ, 1891;
- Духовная жизнь Одессы // Одесса. 1794—1894. — Одесса, 1895;
- Очерк истории студенческих общежитий в Западной Европе и у нас // Русская старина. — 1899. — № 11;
- Очерки по истории новой русской литературы. — М., 1903. — Т. 1-2.